# What Is Life
What Is Life è un brano musicale di George Harrison, secondo singolo estratto dall'album All Things Must Pass del 1970, per il mercato statunitense.
Nel febbraio 1971, divenne un successo da top-ten negli Stati Uniti, in Canada e altrove, raggiungendo la vetta della classifica in Australia e Svizzera. In Gran Bretagna, What Is Life apparve come B-side del 45 giri My Sweet Lord, singolo di maggior successo del 1971 nel Regno Unito. I musicisti che affiancano Harrison nella traccia sono Eric Clapton, Bobby Keys, Jim Price, alcuni membri dei Badfinger e l'intera band di Delaney & Bonnie. Harrison co-produsse l'incisione con Phil Spector.
Brano in stile pop rock con influenze di musica soul, What Is Life è una delle molte canzoni d'amore scritte da Harrison che sembrano essere indirizzate indifferentemente a una donna o a una divinità. Harrison compose il brano nel 1969 pensandolo inizialmente per Billy Preston. Costruito intorno a un riff discendente di chitarra, il pezzo è una delle canzoni più celebri di George Harrison. La rivista Rolling Stone ha definito What Is Life sia un "classico" sia una "esultante canzone di resa".
What Is Life è apparsa nella colonna sonora di numerosi film, tra i quali Quei bravi ragazzi (1990), Patch Adams (1998), Big Daddy - Un papà speciale (1999), American Life (2009)  e Questi sono i 40 (2012). La canzone è stata inclusa nelle raccolte The Best of George Harrison e Let It Roll, e versioni dal vivo sono incluse nel disco Live in Japan (1992) e nel documentario George Harrison: Living in the Material World diretto da Martin Scorsese (2011). Nel 1972, Olivia Newton-John ebbe un successo da classifica in Gran Bretagna con una reinterpretazione della canzone. Ronnie Aldrich, The Ventures e Shawn Mullins sono tra gli artisti che hanno reinterpretato il brano.

## Il brano

### Origine e composizione
Persino prima del suo temporaneo abbandono dei Beatles nel gennaio 1969 (documentato nella canzone Wah-Wah), i progetti extra-Beatles portati avanti per la Apple Records erano una sorta di "valvola di sfogo" per Harrison dalle restrizioni creative impostegli dalla band. Nel viaggio in auto diretto a una sessione di registrazione con Billy Preston a Londra, dove egli curava la produzione dell'album That's the Way God Planned It di Preston, George ebbe l'idea iniziale per What Is Life.
Nella sua autobiografia, I, Me, Mine, Harrison descrisse il pezzo come una "perfetta canzone pop orecchiabile" scritta "molto velocemente", ed inizialmente pensata per Preston. Le parole del testo, seppur semplici, sono altrettanto edificanti e universali:
(What Is Life, George Harrison)
Proprio il testo causò qualche dibattito tra biografi e critici musicali, ponendo il quesito se What Is Life debba essere vista come una semplice canzone d'amore - forse un "peana amorevolmente indirizzato" alla moglie di Harrison, Pattie, oppure un canto devozionale religioso come molte altre composizioni di Harrison. Ian Inglis scrive che il titolo della canzone suggerisce un "dibattito filosofico sul significato della vita", tuttavia il ritornello che recita "cosa è la vita" "rimodella [il significato] completamente" . Il teologo Dale Allison non trova contenuti religiosi in What Is Life ma rileva il "fallimento delle parole per esprimere sentimenti" implicito nella frase di apertura («What I feel, I can't say»), un tema ricorrente in altre canzoni spirituali di Harrison come That Is All, Mystical One e Pisces Fish. Joshua Greene, altro accademico religioso, identifica la canzone come parte del resoconto "intimamente dettagliato di un viaggio spirituale": dove Awaiting On You All mostra Harrison convinto della sua unione con Dio, What Is Life lo rivela incerto sul fatto di "meritare un tale favore divino".
In I, Me, Mine, Harrison ricorda che cambiò idea circa l'offrire What Is Life a Preston una volta arrivato a destinazione presso gli Olympic Sound Studios. Piuttosto che provare il pezzo insieme ai Beatles durante le sessioni per l'album Abbey Road, egli mise da parte la canzone insieme alle molte altre che aveva accumulato negli anni per un uso futuro.

### Registrazione
Per la registrazione, Harrison si servì di un personale di musicisti prevalentemente britannici, molti dei quali già avviati con successo alla carriera musicale. Originariamente pensata per Billy Preston, è stata prodotta da George Harrison e Phil Spector, come del resto tutto l'album All Things Must Pass, di cui apre la facciata B del primo disco.
La canzone fu tra le prime tracce registrate per l'album, le sessioni in sala d'incisione si svolsero presso gli Abbey Road Studios di Londra, durante la fine di maggio o i primi di giugno del 1970. Lo stesso gruppo di musicisti – Bobby Whitlock, Carl Radle, Jim Gordon, Bobby Keys e Jim Price – avrebbe lavorato in seguito su altri brani di All Things Must Pass quali Awaiting On You All, Art of Dying e Hear Me Lord.
La registrazione è caratterizzata dal riff distorto della chitarra di Harrison suonata con effetto fuzz, che svolge anche la funzione di motivo tematico per il ritornello. La traccia inizia con questo riff, al quale si aggiungono il basso di Radle e la chitarra ritmica di Clapton, prima che la batteria suonata da Gordon trascini tutto il resto della band nella canzone.
In What Is Life, Spector, in termini produttivi, fornisce quello che il critico musicale David Fricke descrisse un "teatro dell'eco", sotto forma di riverbero, archi (arrangiati da John Barham) e "un coro di Harrison sovrainciso più volte". Il canto e gli archi di Barham, insieme a una breve parte di slide-guitar suonata da Harrison sopra la strofa finale, furono aggiunti ai Trident Studios, tra la fine di agosto e settembre.
La prima versione iniziale della canzone includeva parti di tromba, ottavino, e oboe che non furono inserite nel mixaggio finale perché non piacevano a Harrison che pensava rovinassero l'atmosfera del brano. Queste possono essere ascoltate nella ristampa del 2000 dell'album All Things Must Pass, dove la traccia base originale della canzone è stata inclusa tra le bonus track.

## Pubblicazione
What Is Life venne pubblicata a fine novembre 1970 come prima traccia della seconda facciata dell'LP All Things Must Pass, nel suo formato originale su triplo disco in vinile. Insieme a My Sweet Lord e Isn't It a Pity, la canzone era stata già presa in considerazione come potenziale singolo da Allan Steckler, manager della Apple per il mercato USA. Accoppiata con Apple Scruffs come lato B, altro brano del disco, What Is Life fu pubblicata su 45 giri negli Stati Uniti il 15 febbraio 1971 (n. cat. Apple 1828), appena dopo l'uscita dalla top ten del singolo My Sweet Lord/Isn't It a Pity.
Alla fine di marzo, What Is Life raggiunse la posizione numero 10 nella classifica Billboard Hot 100 e la 7 nella Cash Box Top 100, rendendo Harrison il primo ex-Beatle a piazzare due successi da top-ten in classifica negli Stati Uniti. Il singolo fu un successo a livello internazionale, salendo al numero 1 in Svizzera e in Australia e posizionandosi ai primi posti in classifica sia in Europa che in Canada. In Gran Bretagna, dove Harrison non pubblicò singoli estratti da All Things Must Pass fino alla metà del gennaio 1971, What Is Life apparve come B-side del singolo My Sweet Lord – che divenne il 45 giri più venduto del 1971.

## Formazione
Musicisti
- George Harrison - voce, chitarra elettrica, slide guitar
- Eric Clapton - chitarra ritmica
- Bobby Whitlock - pianoforte
- Pete Ham - chitarra acustica
- Tom Evans - chitarra acustica
- Joey Molland - chitarra acustica
- Carl Radle - basso
- Bobby Keys - sassofono
- Jim Price - tromba
- Jim Gordon - batteria
- Mike Gibbins - tamburello

Produzione
- John Barham - arrangiamento sezione archi
- George Harrison, Phil Spector - produzione

## Classifiche
| Classifica (1971) | Posizione massima |
| ----------------- | ----------------- |
| Austria           | 5                 |
| Paesi Bassi       | 2                 |
| Svizzera          | 1                 |
| Norvegia          | 7                 |
| Italia            | 8                 |
| Stati Uniti       | 10                |
| Giappone          | 19                |

## Cover
Nel 1972 Olivia Newton-John incise What Is Life, insieme alla canzone Behind That Locked Door (sempre di Harrison), includendo i brani nel suo album Olivia. La traccia arrangiata e prodotta da Bruce Welch dei The Shadows e John Farrar, si rivelò un discreto successo. Pubblicata su singolo in alcuni Paesi, questa versione raggiunse la top 20 in Gran Bretagna nel marzo 1972, raggiungendo la posizione numero 16.
Nel 1971, il pianista britannico Ronnie Aldrich reinterpretò What Is Life (ed anche My Sweet Lord) per il suo album Love Story. Lo stesso anno, una versione della canzone ad opera dei The Ventures apparve nel loro album New Testament. Sempre nel 1971, una versione in lingua finlandese, intitolata Mikä Saa Ihmisen Elämään, venne pubblicata su singolo dal cantante locale Oliver (meglio noto come Veikko Laiho, del The Laiho Trio).
Nel 1992, Nicola Sirkis reinterpretò il brano sull'album Dans La Lune... Una versione di Shawn Mullins è stata pubblicata su singolo nel 1999 ed inclusa nei titoli di coda del film Big Daddy con Adam Sandler (1999).
A seguito della morte di Harrison, la band giapponese The Collectors incise una versione di What Is Life per l'album tributo Gentle Guitar Dreams, pubblicato nel maggio 2002. Il chitarrista classico Joseph Breznikar registrò una versione della canzone per il tribute album George Harrison Remembered: A Touch of Class del 2003. Nel novembre 2004, Neal Morse pubblicò la sua versione di What Is Life nella special-edition del suo album One. Les Fradkin incluse una cover di What Is Life nell'album del 2005 Something for George.